# PoSAT-1
O PoSAT-1, o primeiro satélite português, entrou em órbita em 26 de setembro de 1993, por volta das 2h45min, hora de Lisboa. Foi lançado ao espaço no voo 59 do foguetão Ariane 4; o lançamento foi realizado no Centro Espacial de Kourou, na Guiana Francesa. 20 minutos e 35 segundos após o lançamento e a 807 km de altitude, o PoSAT-1 separou-se com sucesso do foguetão.
O PoSAT-1 pertence à classe dos microssatélites, que têm entre 10 e 100 kg, e pesa cerca de 50 kg. Todo este projecto foi desenvolvido por um consórcio de universidades e empresas de Portugal e foi construído na Universidade de Surrey, em Inglaterra. Custou cerca de mil milhões de escudos (ou seja, 5 milhões de euros), sendo 600 milhões de escudos pagos pelo Programa Específico de Desenvolvimento da Indústria Portuguesa e 400 milhões por empresas portuguesas envolvidas no Consórcio Po-SAT: INETI, EFACEC, ALCATEL, MARCONI, OGMA, UBI e CEDINTEC. O responsável máximo foi Fernando Carvalho Rodrigues, que devido ao seu envolvimento é apelidado de "pai" do primeiro satélite português.

## A Missão
A Missão foi designada por Voo 59, e no seu âmbito foram lançados vários satélites para além do PoSAT-1, nomeadamente: o EyeSat e o ItamSat (da Itália); o KitSat-B (Coreia); o HealthSat (da organização médica internacional Satellite); o Stella (França); tendo sido dado destaque pela sua relevância entre estes ao satélite francês de reconhecimento fotográfico SPOT-3.

## Composição
O PoSAT-1 é uma caixa de alumínio, em forma de paralelepípedo, com as dimensões de 35 cm de lado por 35 de profundidade, 58 de comprimento e 50 Kg de peso. Sobre uma gaveta-base, que contém as baterias e o módulo de detecção remota, estão empilhadas dez gavetas cheias de placas electrónicas — os subsistemas do engenho. Na parte superior do satélite encontram-se os sensores de atitude e o mastro de estabilização, instrumentos essenciais para o PoSAT-1 manter a órbita correcta.
Os quatro painéis solares estão montados nas faces laterais da estrutura do satélite, formando um paralelepípedo, que constituem a fonte de energia para todos os sistemas de bordo. Cada painel contém 1344 células de GaAs.

## Números
Elementos orbitais:
- Órbita: 801 x 788 km, sol-síncrona;
- Inclinação: 98,8º, sol-síncrona;
- Período orbital: 100.5 minutos, fazendo uma média de 14 voltas por dia à Terra;
- Velocidade orbital: 7,3 km por segundo.

## Morte
A morte física do Po-SAT-1 prevê-se para 2043. Em 2006 o PoSAT-1 deixou de comunicar com o Centro de Satélites de Sintra. O satélite encontra-se à deriva numa órbita descendente, até se desintegrar na atmosfera terrestre.